# Le Fossat
Le Fossat – miejscowość i gmina we Francji, w regionie Oksytania, w departamencie Ariège.
Według danych na rok 1990 gminę zamieszkiwały 754 osoby, a gęstość zaludnienia wynosiła 52 osób/km² (wśród 3020 gmin regionu Midi-Pireneje Le Fossat plasuje się na 437. miejscu pod względem liczby ludności, natomiast pod względem powierzchni na miejscu 794.).